# Minerva Pictures
Minerva Pictures è una casa di produzione e distribuzione cinematografica e televisiva italiana indipendente, con sede a Roma, attiva nel mercato cinematografico e audiovisivo nazionale ed internazionale dal 1953.
Nel corso della sua attività, l'azienda ha acquisito e consolidato un catalogo di film di circa 2500 titoli, per un totale di oltre 4300 ore di programmazione tra film, serie tv e documentari.
Il Presidente e Amministratore Delegato della società è Gianluca Curti.

## Storia
La società nasce nel 1953, quando Antonio Curti acquisisce l'utilizzo dello storico marchio Minerva. La Gruppo Minerva International viene fondata nei primi anni '70, sulla scorta dell’esperienza maturata da Ermanno Curti, figlio di Antonio. Nella seconda metà degli anni '80 entra nella dirigenza Gianluca Curti, figlio di Ermanno. La società si sviluppa commercialmente all'estero, mentre continua l'attività di produzione ed acquisto di film di catalogo.
La filmoteca di Minerva Pictures consta di 2500 titoli e attraversa tutti i generi cinematografici. Negli anni la società si è concentrata in particolare sul cinema dell'impegno sociale, sul filone documentaristico, sul genere e sulla commedia. Oltre 120 i film e più di 40 i documentari prodotti, molti dei quali hanno ottenuto prestigiosi riconoscimenti in Italia e all'estero.
Con l'etichetta Rarovideo, attiva nel mercato italiano dal 1999 e negli Stati Uniti dal 2011, la società distribuisce opere rare, sperimentali, d'autore e videoarte. È stata definita dal New York Times “The finest european film boutique”. 
Nel 2014 Minerva inaugura Film&Clips, il primo canale italiano di cinema gratuito su YouTube, con oltre 10 milioni di iscritti, parte dell'ecosistema distributivo digitale attraverso cui la società distribuisce in tutto il mondo migliaia di titoli con tutti i principali player di settore. 
Nel maggio 2019 ha fatto il suo ingresso in società Santo Versace, in qualità di socio di Gianluca Curti.
Nel 2020 viene lanciato il nuovo dipartimento editoriale, dedicato alla produzione di contenuti seriali e documentaristici per il mercato televisivo e OTT. 
A partire dal 2020, Minerva Pictures ha aperto numerosi canali su tutte le principali piattaforme OTT, rafforzando la propria posizione nel settore digitale.

## Distribuzione e vendite internazionali
Minerva Pictures è attiva negli acquisti internazionali, grazie alla presenza nei principali mercati a livello globale, tra i quali AFM di Los Angeles, MIPCom e MipTV, Marché du Film di Cannes, EFM di Berlino, Toronto, Filmart di Hong Kong, MIA Market di Roma, Mostra del Cinema di Venezia, ACFM di Busan, Tiffcom di Tokyo.
Minerva Pictures è anche una delle più importanti società indipendenti di vendita di diritti a livello internazionale. Nel corso degli ultimi anni, la società ha rafforzato la divisione ed avviato la distribuzione di importanti titoli italiani e internazionali, presentati nei principali festival internazionali, ampliando ulteriormente il proprio già ricco catalogo.

## Scripted & Documentary Productions
Nel maggio del 2020 Minerva Pictures ha inaugurato il dipartimento editoriale, dedicato alla produzione di contenuti rivolti al mercato televisivo e OTT. Il dipartimento ha avviato lo sviluppo e la produzione di diverse progettualità seriali e documentaristiche.
A poco più di due anni il dipartimento annovera già la produzione di: Marta – il delitto della Sapienza, finalista al Globo d’Oro 2022, in onda a ottobre 2021 in prima serata su Rai 2, ora disponibile su Netflix; Ora tocca a noi – storia di Pio La Torre di Walter Veltroni, presentato fuori concorso alla Festa del Cinema di Roma 2022, in onda in prima serata su Rai 3; Margherita, la voce delle stelle, presentato fuori concorso al Festival dei Popoli 2022, dedicato alla figura dell'astrofisica Margherita Hack, in onda su Rai 3.
La società ha inoltre prodotto la serie Miss Fallaci, commissionato come primo original italiano di Paramount+, in coproduzione con RedString e ViacomCBS, dedicata alla storia della giovane Oriana Fallaci, presentata come evento speciale alla Festa del Cinema di Roma 2024 trasmessa in prima visione su Rai 1 dal 18 febbraio all'11 marzo 2025.
La società ha inoltre attualmente in post-produzione due documentari dedicati alle figure di Bernardo Bertolucci e Benedetto Croce ed in sviluppo diversi altri progetti di serialità.

## Digital
La società ha sviluppato una delle più forti expertise nello sfruttamento digitale del contenuto audiovisivo a livello europeo, avviando collaborazioni con tutte le più influenti piattaforme di distribuzione digitale.
Minerva Pictures è la prima società indipendente a lanciare su Amazon Prime Video, a partire dal 2020, sette canali nella sezione Amazon Channels: RaroVideo Channel, Full Action, Minerva Classic, The Film Club, Django Western, WeShort e Temptation Channel. La società è inoltre la prima ed unica italiana ad entrare nel mondo Apple aprendo il canale Minerva Pictures su Apple TV+. Sulla piattaforma Samsung TV Plus, Minerva Pictures edita i canali Bizzarro Movies, Cinema Italiano, CineWestern, Risate all'Italiana e Adrenaline Channel, replicati su tutte le principali piattaforme FAST.
Minerva Pictures gestisce Film&Clips, canale YouTube di cinema gratuito attivo in oltre 240 territori, con oltre 10 milioni di iscritti e più di 100 canali tematici per genere e lingua.
La società cura inoltre due piattaforme di streaming on-demand: The Film Club, la prima e unica piattaforma multicanale italiana di streaming, con 7 canali e più di 1200 film disponibili, e Movieitaly+, la prima piattaforma dedicata in maniera verticale al cinema italiano in italiano con sottotitoli in inglese, francese, portoghese, spagnolo, giapponese, con oltre 500 titoli in catalogo, attiva in oltre 20 territori.
Nel dicembre 2022 Minerva Pictures ha inaugurato due nuove piattaforme dedicate al cineturismo, Visit Italy With Movies, nelle due declinazioni Visit Italy With Movies by Movieitaly, destinata ad utenti esteri, e Visit Italy With Movies by The Film Club, destinata al pubblico italiano, con l'obiettivo di raccontare paesaggi, territori, bellezze ed eccellenze italiane, in Italia e all'estero, attraverso le scene e i volti dei film più iconici.

## Filmografia recente

### Lungometraggi
- La versione di Giuda (2025), regia di Giulio Base
- Ciao bambino (2024), regia di Edgardo Pistone
- L'orto americano (2024), regia di Pupi Avati
- Leggere Lolita a Teheran (2024), regia di Eran Riklis
- SottoCoperta (2024) , regia di Simona Cocozza
- Eravamo bambini (2024) regia di Marco Martani
- Margherita delle stelle (2024), regia di Giulio Base
- Addio al nubilato 2 (2023), regia di Francesco Apolloni
- What the Waters Left Behind: Scars (2023), regia di Nicolàs Onetti
- La quattordicesima domenica del tempo ordinario (2023), regia di Pupi Avati
- La caccia (2023), regia di Marco Bocci
- Rossosperanza (2023), regia di Annarita Zambrano
- Stabat Mater (2023), regia di Nazareno Manuel Nicoletti
- Black Bits (2023), regia di Alessio Liguori
- Terezin (2022), regia di Gabriele Guidi
- Ragazzaccio (2021), regia di Paolo Ruffini
- The Christmas Witch - La buona strega del Natale (2021), regia di Francesco Cinquemani
- Vote for Santa (2021), regia di Francesco Cinquemani
- La santa piccola (2021), regia di Silvia Brunelli
- Addio al nubilato (2021), regia di Francesco Apolloni
- Bastardi a mano armata (2021), regia di Gabriele Albanesi
- Il buco in testa (2020), regia di Antonio Capuano
- Calibro 9 (2020), regia di Toni D'Angelo
- Mondocane (2021), regia di Alessandro Celli
- Hammamet (2019), regia di Gianni Amelio
- Il ladro di cardellini (2020), regia di Carlo Luglio
- Il ladro di giorni (2019), regia di Guido Lombardi
- A Tor Bella Monaca non piove mai (2019), regia di Marco Bocci
- Copperman (2019), regia di Eros Puglielli
- L’Eroe (2019), regia di Cristiano Anania
- Nevermind (2019), regia di Eros Puglielli
- Restiamo amici (2019), regia di Antonello Grimaldi
- Finalmente sposi (2018), regia di Lello Arena
- Non è vero ma ci credo (2018), regia di Stefano Anselmi
- Tafanos (2018), regia di Riccardo Paoletti
- Falchi (2017), regia di Toni D'Angelo
- Piccoli Crimini Coniugali (2017), regia di Alex Infascelli
- Veleno (2017), regia di Diego Olivares
- Finché giudice non ci separi (2017), regia di Andrea Maia e Antonio Fornari
- Ciao Brother (2016), regia di Nicola Barnaba
- L'esigenza di unirmi ogni volta con te (2015), regia di Tonino Zangardi
- Per amor vostro (2015), regia di Beppe Gaudino
- Uno per tutti (2015), regia di Mimmo Calopresti
- Take Five (2013), regia di Guido Lombardi
- Là-bas - Educazione criminale (2012), regia di Guido Lombardi
- Workers - Pronti a tutto (2012), regia di Lorenzo Vignolo
- Just like a woman (2012), regia di Rachid Bouchareb
- Ubaldo Terzani Horror Show (2011), regia di Gabriele Albanesi
- Tatanka (2011), regia di Giuseppe Gagliardi
- Fortapàsc (2009), regia di Marco Risi
- Napoli Napoli Napoli (2009), regia di Abel Ferrara
- Il bosco fuori (2007), regia di Gabriele Albanesi
- H2Odio (2006), regia di Alex Infascelli
- Ingannevole è il cuore più di ogni cosa (2005), regia di Asia Argento
- Diapason (Dogma 11) (2001), regia di Antonio Domenici
- Gabriel (2001), regia di Maurizio Angeloni
- Con la voce del cuore (2000), regia di Giancarlo Santi

### Documentari
- Bernardo Bertolucci. La nostra magnifica ossessione (2025), regia di Marco Spagnoli
- Un Natale a casa Croce (2025), regia di Pupi Avati
- Bene! Vita di Carmelo (2023), regia di Samuele Rossi
- La nostra Monument Valley (2023), regia di Alberto Crespi e Steve della Casa
- Gianni Versace: il Genio Ribelle (2023), regia di Mimmo Calopresti
- Ora Tocca a Noi - Storia di Pio La Torre (2022), regia di Walter Veltroni
- Margherita. La voce delle stelle (2022), regia di Samuele Rossi
- Gli ultimi giorni dell'umanità (2022), regia di Enrico Ghezzi e Alessandro Gagliardo
- Marta - Il delitto della Sapienza (2021), regia di Simone Manetti
- Se c’è un aldilà sono fottuto. Vita e cinema di Claudio Caligari (2019), regia di Simone Isola e Fausto Trombetta
- Italian Gangsters (2015), regia di Renato De Maria
- Filmstudio Mon Amour (2015), regia di Toni D'Angelo
- Largo Baracche (2014), regia di Gaetano Di Vaio
- The Summit (2012), documentario sui fatti del G8 di Genova.
- Interdizione perpetua (2012), regia di Gaetano Di Vaio
- L'uomo con il megafono (2012), regia di Michelangelo Severgnini
- Il loro Natale (2010), regia di Gaetano Di Vaio
- La rabbia di Pasolini - Ipotesi di ricostruzione della versione originale del film (2008), di Giuseppe Bertolucci
- H.P. Lovecraft - Ipotesi di un viaggio in Italia (2004), di Federico Greco e Roberto Leggio

### Grandi classici del catalogo Minerva restaurati in 4K
- I Cannibali (1970), di Liliana Cavani
- Un sacco bello (1980), di Carlo Verdone
- Ultimo mondo cannibale (1977), di Ruggero Deodato
- Il conformista (1970) di Bernardo Bertolucci
- I cento passi (2000) di Marco Tullio Giordana
- Il giardino dei Finzi Contini (1970) di Vittorio De Sica
- Speriamo che sia femmina (1986) di Mario Monicelli
- Il ladro di bambini (1992) di Gianni Amelio
- All'armi, siam fascisti! (1961), di Lino Del Fra, Cecilia Mangini, Lino Miccichè
- 2+5 missione Hydra (1966), di Pietro Francisci
- Milano calibro 9 (1972), di Fernando Di Leo
- Io, Caligola (1979), di Tinto Brass
- L'odore della notte (1998), di Claudio Caligari
- Medea (1969), di Pier Paolo Pasolini
- Uomini si nasce poliziotti si muore (1976), di Ruggero Deodato
- Il bagno turco (1997), di Ferzan Özpetek
- L'odio (1995), di Mathieu Kassovitz
- La visita (1963), di Antonio Pietrangeli
- Sbatti il mostro in prima pagina (1972) di Marco Bellocchio
- Travolti da un insolito destino nell'azzurro mare d'agosto (1974) di Lina Wertmüller
- Sapore di mare (1983) di Carlo Vanzina

### Televisione
- Margherita delle stelle, regia di Giulio Base – film TV (2024), in co–produzione con Rai Fiction
- Miss Fallaci – serie TV (2025), una produzione ViacomCBS International Studios e Minerva Pictures, in associazione con RedString